# スティーブン・J・タウンゼント
スティーブン・J・タウンゼント（Stephen J. Townsend、1959年- ） は、アメリカ陸軍大将（四つ星）。2019年から2022年まで、アメリカアフリカ軍の第5代司令官を務めた。前職はアメリカ陸軍訓練教義コマンド司令官（2018年3月-2019年6月）。タウンゼントは、これまで、第82空挺師団、第7歩兵師団、第75レンジャー連隊、第78歩兵師団、第10山岳師団に所属し、 グレナダ侵攻(抑えきれない憤怒作戦)、パナマ侵攻（ジャスト・コーズ作戦）、ハイチ侵攻で戦った。 第10山岳師団のとき、アフガニスタン紛争アナコンダ作戦の任務部隊を率いた。また、第２歩兵師団第3ストライカー旅団戦闘団長となり、イラク戦争のバクバの戦いで部隊を率いた。その後、アフガニスタン戦争中に第10山岳師団長、2015年3月に、第18空挺軍団長となり、さらに2016年8月には生来の決意作戦の多国籍統合タスクフォースの指揮官となった。

## 幼少期と教育
タウンゼントは、1959年に、ドイツ人の母と、アフガニスタン人の父の間に、西ドイツのバイエルン州シャインフェルトで生まれた。 彼は生後まもなくドイツ在住のアメリカ軍人家族の養子となった。彼の養父は、機甲部隊の2等軍曹であった。タウンゼンドはジョージア州グリフィンで育ち、1978年にグリフィン高校を卒業した。1982年、ノースジョージア大学を卒業し、心理学の学士を取得した。彼は予備役将校訓練課程を経て歩兵科に任官した。

## 経歴

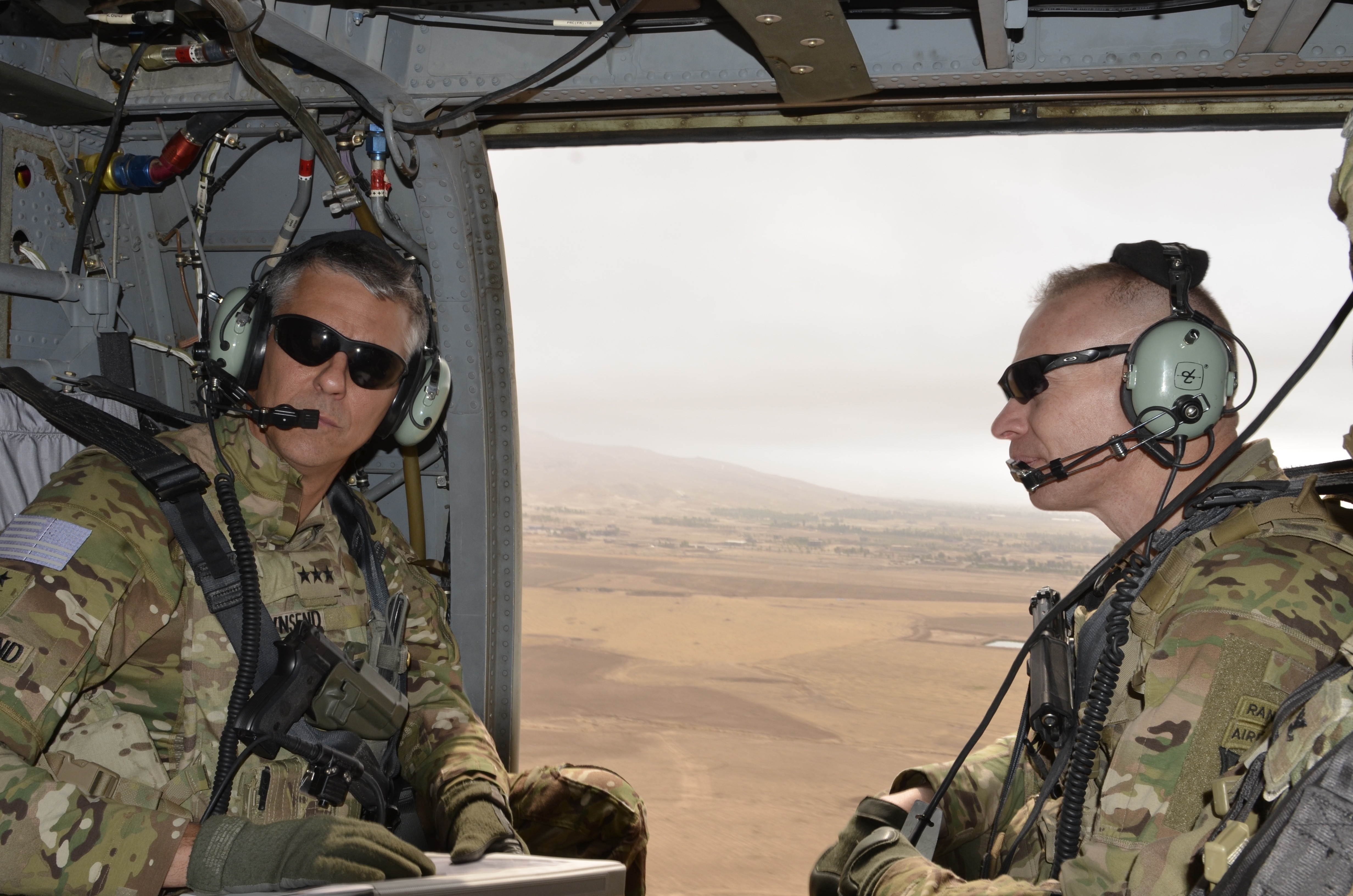
タウンゼントとBrettG.Svlvia大佐（第101空挺師団第２旅団戦闘団長は第101空挺師団任務部隊ストライクの部隊視察を行う。イラクのケイヤラ西飛行場、2016年９月

1982年、少尉に任官、第82空挺師団の第505歩兵連隊第２大隊の小隊長、副中隊長、3科長補佐となり、グレナダ侵攻(抑えきれない憤怒作戦)に参加。その後、フォート・オードの第７歩兵師団（軽）第21連隊第３大隊３科長、アルファ中隊長となった。その後、フォート・ベニングの第75レンジャー連隊本部３科長補佐となりパナマ侵攻（ジャスト・コーズ作戦）に参加。その後、第３レンジャー大隊チャーリー中隊長。指揮幕僚課程を卒業し、第75レンジャー連隊の上級連絡将事務所に所属するとともに、第３レンジャー大隊３科長となり、ハイチ侵攻に参加。 じ後、ハワイの 米国太平洋コマンドのJ-5で勤務、後に戦闘指揮官特別補佐となった。1999年、ニューヨークのフォート・ドラムの第78師団（訓練支援）第２大隊３科長。2000年、第10山岳師団（軽）第31歩兵連隊の第４大隊長。2002年、アナコンダ作戦において、タスクフォース「ポーラー・ベア」の指揮官となり、アフガニスタンに赴任。アメリカ陸軍戦争大学を卒業し、2003年に、第10山岳師団3部長。2004年から アフガニスタン紛争の不朽の自由作戦において、多国籍統合タスクフォース180の作戦部長、C/J3となった。
その後、フォート・ルイスの第3ストライカー旅団戦闘団長に任命され、イラク戦争間、彼はタスクフォース「アローヘッド」を率い、2007年7月にバクバの戦いに参加した。 その後、フロリダ州タンパのアメリカ中央軍副司令官となった。その後、フォート・キャンベルの上級指揮官となり、2009年から、第101空挺師団(空中強襲)の副司令官（作戦）となった。同時に、不朽の自由作戦の多国籍統合タスクフォース101に所属した。その後、統合参謀本部パキスタン/アフガニスタン調整部長。2012年12月4日、第10山岳師団長となり、同時に多国籍統合タスクフォース10及びバグラーム地域本部-東（訓練助言支援本部）を率いた。
2015年5月4日、第18空挺軍団長となり、中将に昇進。 2016年8月21日、生来の決意作戦の多国籍統合タスクフォース（CJTF-OIR）の司令官となり、ISIL(イスラム国)に対して、アメリカ主導のシリア介入における航空作戦において米軍を率いた（特殊部隊、限定的な海兵隊の展開、同盟国の地上部隊を援助するための物資及び情報収集の支援を含む）。 米国の空爆は数万名のISIS戦闘員を死亡させ、彼らの占領地域を大幅に減少させた。 タウンゼンドの下、CJTF-OIR、シリア民主軍及びイラク治安部隊、リビア国家合意政府の有志連合軍は、シリア、イラク、リビアにおけるISISの首都に対して同時に攻勢に出て成功した（ラッカの戦い（2016-2017年）、モースルの戦い（2016-2017年）、シルテの戦い（2016年））。2017年の終わりまでに、ISISは、もはや、イラクとリビアの占領地域を保持できず、シリアの占領地域も非常に小さくなり、戦闘員の数も1万人以下となった。2017年12月に、イラクの国会はISISは効果的に撲滅されたと宣言した。
2017年12月、 米上院の承認により TRADOC司令官となり 、大将に昇任した。
2019年7月26日、アメリカアフリカ軍司令官となった。2022年8月に退任。

## 徽章及び勲章
タウンゼンドは以下の賞を受賞:
|  | 戦闘歩兵徽章 星付き(2回受賞） |
|  | 戦闘行動徽章                  |
|  | 歩兵エキスパート徽章          |
|  | 空挺降下長徽章                |
|  | レンジャータブ                |
|  | 空中強襲徽章                  |
|  | ドイツ空挺徽章（銅）          |
|  | 統合参謀本部勤務徽章          |
|  | 第18空挺軍団勤務徽章          |
|  | 第75レンジャー連隊部隊章      |
|  | 海外勤務徽章                  |

| ディフェンス・ディスティングシュドサービスメダル "C"字付き        |
| ディスティングシュドサービスメダル オークの葉１枚付き(2回受賞）   |
| 防衛上級サービスメダル オークの葉１枚付き(2回受賞）               |
| レジオン・オブ・メリット オークの葉１枚付き(2回受賞）             |
| 青銅星章 "V"字付き（英雄的行為）及びオークの葉４枚付き(５回受賞） |
| 防衛功労賞                                                        |
| 功労賞 銀のオークの葉付き（６回受賞）                             |
| 陸軍表彰メダル オークの葉２枚付き(３回受賞）                      |
| 統合サービス業績賞                                                |
| 陸軍功績賞 オークの葉４枚付き(５回受賞）                          |
| 統合功績部隊賞 オークの葉２枚付き(３回受賞）                      |
| 勇敢部隊賞                                                        |
| 功績部隊表彰 オークの葉２枚付き(３回受賞）                        |
| 国防従事メダル 銅星１つ付き(２回受賞）                            |
| 軍隊遠征メダル 星2つ付き(3回受賞）                                |
| アフガニスタン戦役メダル 星３つ付き(4回受賞）                     |
| イラク戦役メダル 星2つ付き(3回受賞）                              |
| 生来の決意作戦 戦役メダル 星１つ付き(２回受賞）                   |
| 対テロ戦争遠征メダル                                              |
| 対テロ戦争従軍メダル                                              |
| 人道支援メダル 星１つ付き(２回受賞）                              |
| 陸軍勤務リボン                                                    |
| 陸軍海外勤務リボン（銅）賞数字6（６回受賞）                       |
| NATOメダル（国際治安支援部隊と共に従事）                          |